# Trzeci rząd Roberta Ficy

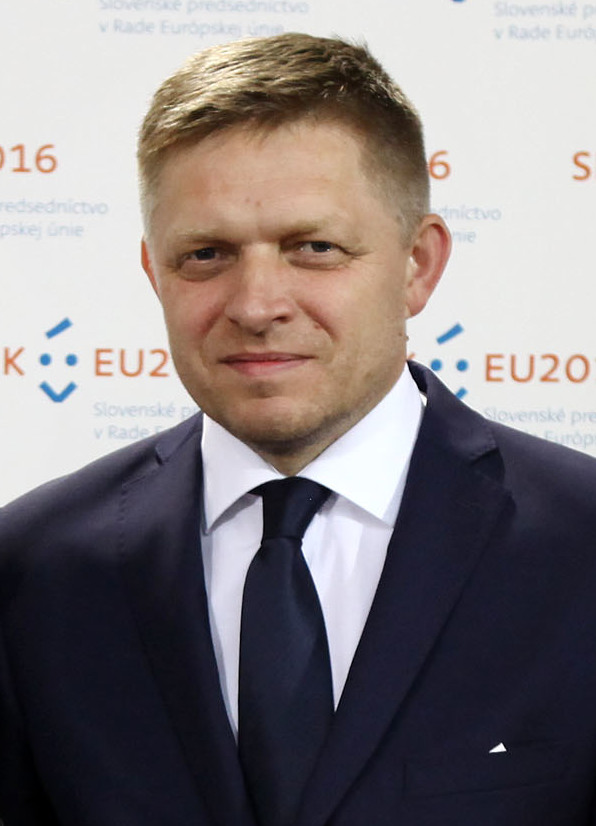
Robert Fico

Trzeci rząd Roberta Ficy – koalicyjny gabinet rządzący Słowacją od 23 marca 2016 do 22 marca 2018. Powstał w wyniku wyborów z 5 marca 2016. W głosowaniu ponownie zwyciężyła centrolewicowa partia SMER premiera Roberta Ficy, która utraciła jednak większość bezwzględną w Radzie Narodowej.
Umowę koalicyjną ostatecznie 22 marca 2016 podpisały cztery partie – SMER, Słowacka Partia Narodowa, Most-Híd i SIEŤ. Następnego dnia prezydent Andrej Kiska powołał ministrów nowego gabinetu.
1 września 2016 w związku z rozpadem partii SIEŤ nową koalicję podpisały trzy pozostałe ugrupowania. 15 marca 2018, po skandalu związanym z zabójstwem dziennikarza Jána Kuciaka, premier Robert Fico podał się do dymisji, która została przyjęta przez prezydenta Andreja Kiskę. Rząd zakończył funkcjonowanie 22 marca 2018, kiedy to zaprzysiężony został nowy gabinet Petera Pellegriniego.

## Skład rządu
| Ministerstwo                                                  | Minister                                                                  | Partia        |
| ------------------------------------------------------------- | ------------------------------------------------------------------------- | ------------- |
| Premier                                                       | Robert Fico                                                               | SMER-SD       |
| Wicepremier ds. inwestycji                                    | Peter Pellegrini                                                          | SMER-SD       |
| Wicepremier, minister spraw wewnętrznych                      | Robert Kaliňák                                                            | SMER-SD       |
| Wicepremier, minister sprawiedliwości                         | Lucia Žitňanská                                                           | Most-Híd      |
| Minister finansów                                             | Peter Kažimír                                                             | SMER-SD       |
| Minister spraw zagranicznych                                  | Miroslav Lajčák                                                           | SMER-SD       |
| Minister gospodarki                                           | Peter Žiga                                                                | SMER-SD       |
| Minister transportu, robót publicznych i rozwoju regionalnego | Roman Brecely (do 31 sierpnia 2016) Árpád Érsek (od 31 sierpnia 2016)     | SIEŤ Most-Híd |
| Minister rolnictwa i rozwoju obszarów wiejskich               | Gabriela Matečná                                                          | SNS           |
| Minister obrony                                               | Peter Gajdoš                                                              | SNS           |
| Minister pracy, spraw społecznych i rodziny                   | Ján Richter                                                               | SMER-SD       |
| Minister edukacji, nauki, badań naukowych i sportu            | Peter Plavčan (do 31 sierpnia 2017) Martina Lubyová (od 13 września 2017) | SNS           |
| Minister kultury                                              | Marek Maďarič (do 7 marca 2018)                                           | SMER-SD       |
| Minister zdrowia                                              | Tomáš Drucker                                                             | SMER-SD       |
| Minister środowiska                                           | László Sólymos                                                            | Most-Híd      |